# Kap Leahy
Kap Leahy ist ein vereistes Kap im Norden der Carney-Insel vor der Bakutis-Küste des westantarktischen Marie-Byrd-Lands. Es markiert den nördlichen Ausläufer der Duncan-Halbinsel.
Entdeckt und aus der Luft fotografiert wurde es am 24. Januar 1947 im Zuge der US-amerikanischen Operation Highjump (1946–1947). Der Expeditionsleiter Richard Evelyn Byrd benannte es nach Flottenadmiral William Daniel Leahy (1875–1959) von der United States Navy, Berater von US-Präsident Harry S. Truman zur Vorbereitung und Durchführung der Operation Highjump.